# Българско училище „Дора Габе“ (Тулуза)
Българско училище „Дора Габе“ (на френски: Ecole bulgare “Dora Gabe”) е училище на българската общност в Тулуза. Основано е през 2016 г.

## История
Училището е открито на 2 октомври 2016 г. с 9 ученици, като клон на българското училище „Кирил и Методий“ в Париж. През 2018 г. вече работи като самостоятелно българско училище зад граница, по смисъла на съответното българско постановление на Министерски съвет, вече с над 30 ученици.

## Обучение
Приемат се деца от 4-годишна възраст до прогимназия. Като те могат да бъдат българофони, франкофони или двуезични на тези два езика. Обучението е съобразено с изискванията на Министерството на образованието и науката на България за българските неделни училища в извън България. В края на всяка учебна година се издават удостоверения за проведено обучение, признати в България.